# Nebalia kocatasi
Nebalia kocatasi is een kreeftachtigensoort uit de familie van de Nebaliidae. De wetenschappelijke naam van de soort is voor het eerst geldig gepubliceerd in 2007 door Moreira, Kocak & Katagan.